# Touring Superleggera
Ej att förväxla med Carrozzeria Touring.

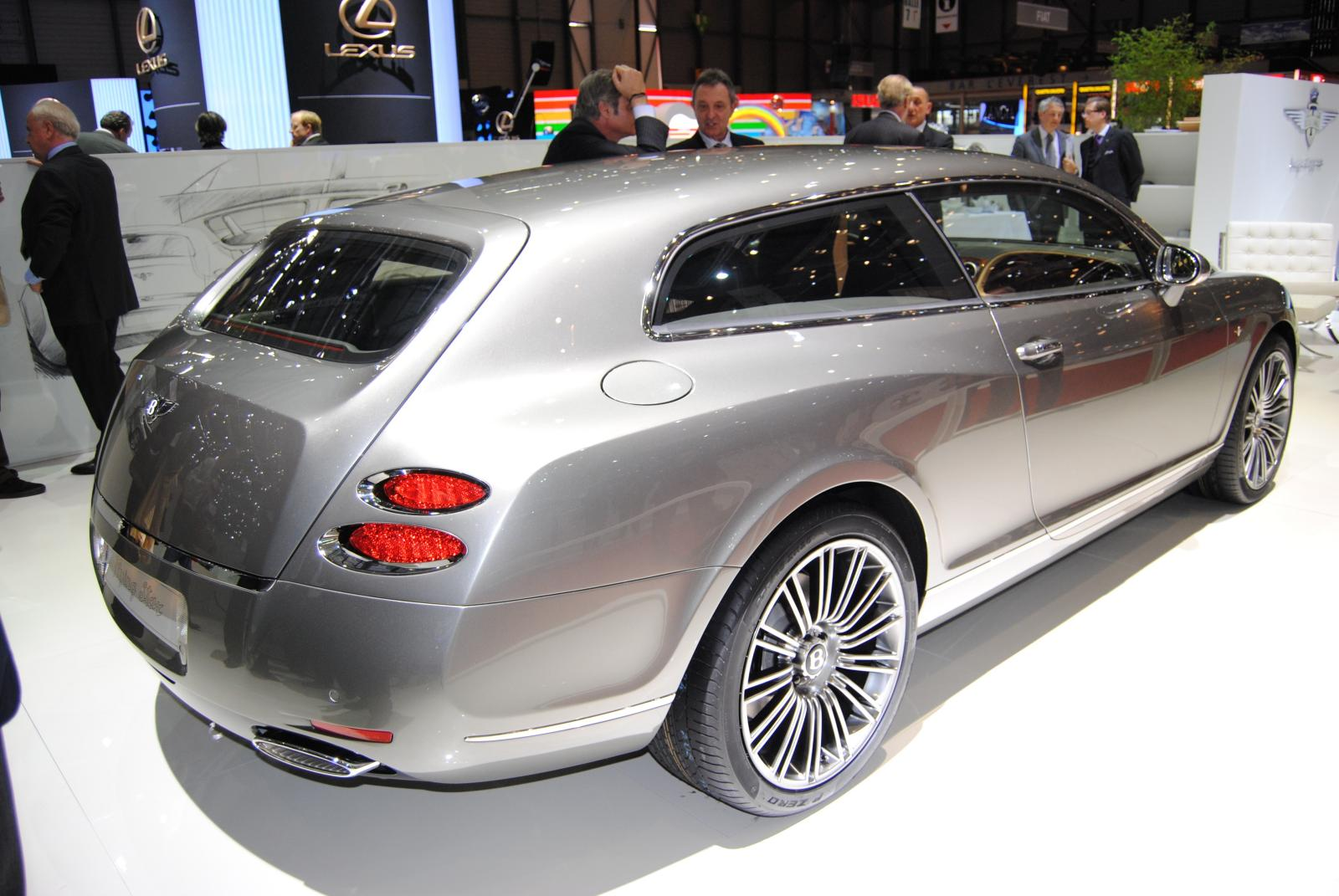
Bentley Continental Flying Star.

Carrozzeria Touring Superleggera är en italiensk karossmakare med verksamhet i Milano.
2006 förvärvade Zeta Europe BV Group namnen på det ursprungliga Carrozzeria Touring och dess byggmetod Superleggera. Sedan 2008 har företaget byggt kombikarosser (så kallade Shooting Breaks) på Bentley Continental GT och Maserati Quattroporte. På Internationella bilsalongen i Genève 2012 visade företaget upp en modern version av Alfa Romeo Disco Volante.

## Bilar med kaross från Touring Superleggera
- 2008 Maserati A8GCS Berlinetta
- 2008 Maserati Bellagio Fastback
- 2010 Bentley Continental Flying Star
- 2011 Gumpert Tornante